# Попов, Сергей Александрович (политик)
Серге́й Алекса́ндрович Попо́в (род. 21 июля 1949 года, Москва) — российский государственный и партийный деятель. Депутат Государственной Думы РФ IV—VI созывов. Член Высшего совета партии «Единая Россия».
С 29 сентября 2016 года — член Совета Федерации федерального Собрания Российской Федерации — представитель от законодательного (представительного) органа государственной власти Омской области. Заместитель Председателя Комитета Совета Федерации по регламенту и организации работы парламентской деятельности.

## Образование
Окончил Московский горный институт (сегодня — Горный институт НИТУ «МИСиС») в 1971 г., Московский институт управления имени С.Орджоникидзе (1982), Московскую высшую партийную школу (1987).
Кандидат политических наук. Профессор Академии Военных наук .

## Биография
1966—1971 — студент Московского горного института.
1971—1973 — инженер Московского НИИ радиосвязи.
1973—1976 — инструктор, заведующий отделом Ждановского РК ВЛКСМ г. Москвы.
1976—1983 — инструктор, заместитель заведующего отделом Ждановского РК КПСС г. Москвы.
1983—1990 — инструктор, заведующий сектором, заместитель заведующего отделом Московского ГК КПСС. Работая в МГК КПСС, отвечал за организацию массовых мероприятий в столице — демонстраций и шествий, спорт и туризм. Был заместителем руководителя штаба по проведению Игр доброй воли в 1984 году и Фестиваля молодежи и студентов в 1985 году, участвовал в проведении мероприятий, связанных с 1000-летием Крещения Руси.
1990—1992 — заместитель Управляющего делами Совета всеобщей конфедерации профсоюзов СССР.
1992—1995 — заместитель генерального директора ТОО "Творческое объединение «Русская дирекция», директор проекта «Русское Рождество». Участвовал в организации концертов — «Рождественские встречи Аллы Пугачевой», гастролей звезд мировой музыки совместно со Стасом Наминым. В 1992 году устраивал во Франции «Русское Рождество в Париже».
В 1995 — исполнительный директор, старший менеджер АООТ "Торговый центр «Таганка».
1995—2001 — первый заместитель директора-исполнительного директора, директор Межрегионального общественного учреждения «Народный дом», председатель Совета Общероссийского общественного движения «Всероссийский союз народных домов» (1998—2001 гг.).

В 1996 — исполнительный директор штаба избирательной кампании Б. Н. Ельцина на президентских выборах.

В 1999 году назначен заместителем руководителя штаба избирательного блока «Единство» на выборах в Государственную Думу РФ, затем — председателем Центрального исполнительного комитета партии «Единство» (2000—2001), председателем комиссии политсовета партии по вопросам региональной политики. Дважды был финансовым уполномоченным кандидата на выборах Президента РФ Путина В. В.
С 25 декабря 2000 по 2003 — член Совета Федерации Федерального Собрания России от администрации Усть-Ордынского Бурятского АО. Член Комитета по делам Федерации и региональной политике; заместитель председателя Комиссии по регламенту и организации парламентской деятельности; член Комиссии по регламенту и парламентским процедурам; член Комиссии по методологии реализации конституционных полномочий Совета Федерации РФ.
1 декабря 2001 года на учредительном съезде всероссийской партии «Единая Россия» («Единство и Отечество») был избран членом её Генерального совета, позже — членом Президиума Генерального совета.
С 2003 года — депутат Государственной Думы Федерального Собрания Российской Федерации, член фракции «Единая Россия».
В 2003—2011 годах — председатель Комитета Государственной Думы по делам общественных объединений и религиозных организаций. В январе—декабре 2012 — первый заместитель председателя Комитета Государственной Думы по делам общественных объединений и религиозных организаций. С 12 декабря 2012 года по 16 октября 2015 года — председатель Комитета Государственной Думы по регламенту и организации работы Госдумы. С марта 2012 года — член Комиссии Государственной Думы по контролю за достоверностью сведений о доходах, об имуществе и обязательствах имущественного характера, представляемых депутатами Государственной Думы. С 2015 года член Комитета Государственной Думы по обороне. С 13 октября 2015 года первый заместитель руководителя фракции «Единая Россия» в Государственной Думе.
При непосредственном участии Попова С. А. в 2004—2016 году было принято более 50 законов, предусматривающих:
— обеспечение реализации конституционных прав граждан по участию и проведению митингов, демонстраций, пикетов, собраний; порядка обращения граждан, свободы совести и вероисповедания;- развитие институтов гражданского общества: некоммерческих организаций, в том числе социально-ориентированных, общественных и религиозных объединений, общественных палат и наблюдательных комиссий за соблюдением прав граждан в местах заключения; — совершенствование деятельности политических партий, порядка их функционирования, финансирования и освещения в СМИ;- порядок передачи религиозной собственности;- организацию парламентского и общественного контроля;- охрану и сохранение памятников историческо-культурного наследия.
Член Президиума Генсовета партии «Единая Россия», с 2004 года — Президент Межпарламентской Ассамблеи Православия, с 2007 года — руководитель партийного проекта «Историческая память».
С 29 сентября 2016 года по февраль 2018 года — член Совета Федерации Федерального Собрания России, представитель от законодательного (представительного) органа государственной власти Омской области. Заместитель председателя Комитета Совета Федерации по регламенту и организации работы парламентской деятельности.
С февраля 2018 года по настоящее время — советник генерального директора государственной корпорации по космической деятельности «Роскосмос».
Является автором ряда книг, брошюр и статей по вопросам развития политической системы в России, итогов избирательных кампаний, комментариев к законам «Об общественной палате РФ», «О порядке обращения граждан» и ряда других.

## Санкции
За поддержку политики войны в отношении Украины добавлен в международный подсанкционный список.
С 21 июня 2018 года находится под персональными санкциями Украины.

## Награды
- Медаль «За трудовое отличие» (1986 год)
- Орден Почёта (11 октября 2004 года)[4]
- Орден «За заслуги перед Отечеством» IV степени (8 ноября 2007 года)[5].
- Орден Александра Невского (20 апреля 2014 года)[6].
- Медаль Столыпина П. А. 2 степени (2014 год)
- Медаль «В память 850-летия Москвы» (1997 год)
- Медаль «В память 300-летия Санкт-Петербурга» (2003 год)
- Медаль «В память 1000-летия Казани» (2007 год)
- Медаль «200 лет Министерству обороны» (2016 год)
- Почётная грамота Президента Российской Федерации (2018 год)
- Почетная грамота Совета Федерации Федерального Собрания Российской Федерации (2004 год)
- Почетная грамота Государственной думы Федерального Собрания Российской Федерации (2006 год)
- Почетная грамота Генерального прокурора Российской Федерации (2013 год)
- Благодарность Президента Российской Федерации (1996 год)
- Благодарность Президента Российской Федерации (2000 год)
- Благодарность Президента Российской Федерации (2008 год)[7]
- Почётная грамота Правительства Российской Федерации (2009 год)
- Медаль «За заслуги в проведении Всероссийской переписи населения» (2002 год)
- Медаль Анатолия Кони, Министерство юстиции Российской Федерации (2006 год)
- Медаль «Совет Федерации. 15 лет» (2009 год), медаль «Совет Федерации. 25 лет» (2019 год)
- Медаль «За заслуги перед Омской областью» (2014 год)
- Медаль «За взаимодействие с ФСБ России»(2006 год)
- Медаль «За особый вклад в развитие Кузбасса» II степени (2006 год)
- Юбилейная медаль «100 лет профсоюзам России» (2004 год)
- Почетный знак Государственной думы Федерального Собрания Российской Федерации «За заслуги в развитии парламентаризма» (2008 год)
- Почетный знак Совета Федерации Федерального Собрания Российской Федерации «За заслуги в развитии парламентаризма» (2018 год)
- Памятный нагрудный знак Центральной избирательной комиссии Российской Федерации (в ознаменование 15-летия избирательной системы Российской Федерации) (2008 год)
- Орден преподобного Сергия Радонежского II степени (2005 год)
- Орден преподобного Серафима Саровского III степени (2008 год)
- Орден святого благоверного князя Даниила Московского 2 степени (2011 год)[8].
- Орден святого благоверного князя Даниила Московского 3 степени (2013 год)[9].
- Медаль ордена святого равноапостольного князя Владимира (2016 год)
- Патриарший знак храмостроителя (2019 год).
- Ордена и медали других Автокефальных православных церквей (с 2007—2016 г.г.)

## Семья
Женат, имеет сына.